# Division (Mathematik)

Die Division ist eine der vier Grundrechenarten der Arithmetik. Sie ist die Umkehroperation der Multiplikation. Die Division wird umgangssprachlich auch als Teilen bezeichnet. Ein Dividend wird durch einen Divisor geteilt, das Resultat wird Quotient genannt. Die schriftliche Division ist die Methode des Teilens mit Stift und Papier. Sie wird im Mathematikunterricht der Grundschule gelehrt. Als Rechenzeichen für die Division werden der Doppelpunkt {\displaystyle \mathbf {:} } (Rechnen mit Zahlen, in der Mathematik wird das Zeichen in anderer Bedeutung verwendet), das Obelus-Zeichen {\displaystyle \mathbf {\div } } (Taschenrechner, Tastaturen), der Schrägstrich {\displaystyle \mathbf {/} } (häufig mit Hochstellung des Dividenden und Tiefstellung des Divisors wie in ½) und die Bruchstrich-Schreibweise {\displaystyle \mathrm {\tfrac {\color {gray}Dividend}{\color {gray}Divisor}} } verwendet (Vorzugsschreibweise bei komplexeren Ausdrücken, siehe auch Geteiltzeichen).

## Definition

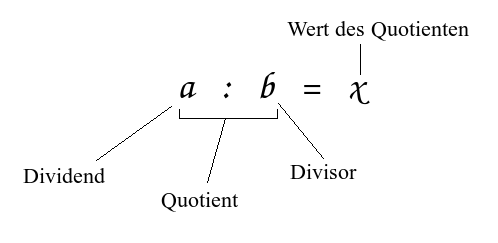

Um die Division als die bekannte arithmetische Grundrechenart besprechen zu können, benötigt man eine mathematische Struktur, die zwei Verknüpfungen (Rechenoperationen) kennt, genannt Addition und Multiplikation.
Die beiden Verknüpfungen interagieren miteinander nach den Regeln des mathematischen Ringes.
Die Multiplikation definiert die Division als die ihr zugehörige Umkehroperation.
Als zusätzliche Grundrechenart ist die Addition vorausgesetzt, denn sie definiert bspw. die Null (0) als das ihr zugehörige neutrale Element.
Bemerkung
Bei den aus der Schule bekannten mathematischen Strukturen der ganzen Zahlen {\displaystyle \mathbb {Z} }, der rationalen Zahlen {\displaystyle \mathbb {Q} }, der reellen Zahlen {\displaystyle \mathbb {R} } sowie der komplexen Zahlen {\displaystyle \mathbb {C} } handelt es sich um mathematische Ringe.
Teilen oder Dividieren bedeutet: Zu einer gegebenen Zahl {\displaystyle b} (dem bekannten Faktor) eine passende Zahl {\displaystyle x} (den unbekannten Faktor) zu finden, sodass die Multiplikation ein gewünschtes Produkt {\displaystyle a} ergibt: Finde zu gegebenem {\displaystyle a} und {\displaystyle b} ein {\displaystyle x}, sodass {\displaystyle b\cdot x=a}.
Beschränkt man sich auf ganze Zahlen {\displaystyle \mathbb {Z} }, so ist dies nicht immer möglich (siehe Teilbarkeit).
In Körpern, zum Beispiel im Körper der rationalen Zahlen {\displaystyle \mathbb {Q} } oder in den Körpern der reelle Zahlen {\displaystyle \mathbb {R} } sowie der komplexen Zahlen {\displaystyle \mathbb {C} }, gilt dagegen:
Für jede Zahl {\displaystyle a} und für jede von null verschiedene Zahl {\displaystyle b} existiert genau eine Zahl {\displaystyle x}, die die Gleichung {\displaystyle b\cdot x=a} erfüllt.
Die Division ist also die Umkehrung der Multiplikation zur Bestimmung dieses {\displaystyle x}. Man schreibt
{\displaystyle x=a:b\,}   (gelesen: {\displaystyle x} gleich {\displaystyle a} geteilt durch {\displaystyle b} oder kurz {\displaystyle x} gleich {\displaystyle a} durch {\displaystyle b} oder auch {\displaystyle x} gleich {\displaystyle a} dividiert durch {\displaystyle b}).

Dabei heißen:
- Die Zahl {\displaystyle a}, die geteilt wird, Dividend (lateinisch „die zu Teilende“ (nämlich: Zahl)), in der Bruchrechnung auch Zähler.
- Die Zahl {\displaystyle b}, durch die geteilt wird, Teiler oder Divisor (lateinisch „der, der teilt“), in der Bruchrechnung auch Nenner.
- Der Term {\displaystyle a:b} Quotient.
- Das Ergebnis der Division Wert des Quotienten oder Quotientenwert, häufig kurz auch Quotient.

Merkhilfen:
- Dividend durch Divisor gleich Wert des Quotienten.
- Dividend : Divisor = Wert des Quotienten (Eselsbrücke: Dividend kommt im Alphabet vor Divisor)

Die Bruchzahlen können also als Paare {\displaystyle a:b} von ganzen Zahlen aufgefasst werden.
Beim Kürzen wird ein gemeinsamer Faktor von Zähler und Nenner eines Bruches entfernt, wobei sich der Wert des Bruches nicht ändert, z. B. ist {\displaystyle {\tfrac {12}{18}}={\tfrac {6\cdot 2}{9\cdot 2}}={\tfrac {6}{9}}}. Kürzt man mit dem größten gemeinsamen Teiler von Zähler und Nenner, entsteht ein Bruch, der nicht weiter kürzbar ist. Zum Beispiel ist {\displaystyle \operatorname {ggT} (12,18)={\color {Blue}6}}, also
{\displaystyle {\frac {12}{18}}={\frac {2\cdot {\color {Blue}6}}{3\cdot {\color {Blue}6}}}={\frac {2}{3}}}
Ein Bruch mit Zähler {\displaystyle a} und Nenner {\displaystyle b}, bei dem {\displaystyle \operatorname {ggT} (a,b)=1} ist, ist nicht weiter kürzbar. Er wird voll gekürzt oder auch vollständig oder maximal gekürzter Bruch genannt. Die Komponenten des Paares {\displaystyle a,b} werden eindeutig durch die zusätzliche Festlegung des Vorzeichens des Nenners, also insgesamt durch die Maßgaben:
- {\displaystyle a\in \mathbb {Z} } und {\displaystyle 0<b\in \mathbb {Z} },
- {\displaystyle \operatorname {ggT} (a,b)=1}.

Eine derartige Wahl von Zähler und Nenner wird als Standarddarstellung des Bruches angesehen.
Die Umkehrung des Kürzens ist das Erweitern der Bruchzahl, also die Multiplikation von Zähler und Nenner mit derselben von 0 verschiedenen ganzen Zahl. Dabei wird der Wert der Bruchzahl genauso wenig geändert wie beim Kürzen.

## Eigenschaften
Für die Division gilt weder das Kommutativgesetz noch das Assoziativgesetz. Allerdings lässt sie sich auf die Multiplikation zurückführen, denn es gilt
{\displaystyle a:b=a\cdot {\tfrac {1}{b}}=a\cdot b^{-1}}.
Es kann also von Vorteil sein, die Division als Multiplikation mit dem Kehrwert zu schreiben, da die Multiplikation sowohl assoziativ als auch kommutativ ist und somit ein leichteres und weniger fehleranfälliges Umformen erlaubt. Für die Division gilt allerdings mit der Addition und der Subtraktion das zweite Distributivgesetz, das heißt
{\displaystyle (a+b):c=a:c+b:c} und {\displaystyle (a-b):c=a:c-b:c}.
Man spricht hier auch von der Rechtsdistributivität der Division. Das erste Distributivgesetz (Linksdistributivität) ist jedoch mit der Addition und der Subtraktion im Allgemeinen nicht erfüllt.

## Eine arithmetische Division durch null ist nicht möglich

### Beispiel
Beispiel aus einer Konditorei: Wenn man einen Kuchen zwischen null Personen aufteilen möchte, wie viel vom Kuchen bekommt dann jede Person?
Es ist nicht möglich, die Frage zu beantworten, da niemand da ist, der den Kuchen bekommen könnte. Übersetzt man diese Frage in die Sprache der Mathematik und abstrahiert von allen möglichen außermathematischen Bedeutungen, wird aus der anschaulichen Frage „Wie verteile ich etwas auf 0 Plätze?“ das rein mathematische Problem „Wie dividiere ich durch 0?“.

### Mathematischer Beweis
Sei {\displaystyle R} ein Ring mit Nullelement {\displaystyle 0}.
 Bei der „Division durch null“ ist der bekannte Faktor (Divisor) {\displaystyle b=0}, also wird gefragt:
Gibt es zu einem Element {\displaystyle a\in R} eine Lösung {\displaystyle x\in R} der Gleichung {\displaystyle 0\cdot x=a\ }?
Ist {\displaystyle R} der Nullring, besteht {\displaystyle R} also aus dem einzigen Element 0, dann hat die Gleichung die Lösung {\displaystyle x=0}, denn es ist, weil es nichts anderes gibt, {\displaystyle a=0}, und damit {\displaystyle 0\cdot x=0\cdot 0=0=a}, wie gefordert. Überdies ist {\displaystyle x=0} die einzige Lösung.
Im Folgenden ist generell angenommen, dass {\displaystyle R} mindestens 2 verschiedene Elemente hat, was bspw. bei einem Körper definitionsgemäß der Fall ist.
Gesucht sind zu einem Ringelement {\displaystyle a\in R} Lösungen {\displaystyle x} der Gleichung {\displaystyle 0\cdot x=a}.
- 1. Fall: {\displaystyle a\neq 0}:

Für ein Ringelement {\displaystyle a\neq 0} ist die Gleichung nicht lösbar, nicht in {\displaystyle R} und auch nicht in einem Erweiterungsring {\displaystyle S\supset R}. Denn, wie im Artikel Ring (Algebra) gezeigt, folgt aus den Ringaxiomen, maßgeblich dem Distributivgesetz:
Das neutrale Element {\displaystyle 0} der Addition eines Ringes {\displaystyle S} ist Annullator mit {\displaystyle 0\cdot x=0} für jedes Ringelement {\displaystyle x\in S}.
- 2. Fall: {\displaystyle a=0}:

Obwohl die obige Gleichung im Fall {\displaystyle a=0} jedes Ringelement {\displaystyle x\in R} zur Lösung hat, würde die Festlegung auf ein spezielles unter ihnen (das „Eindeutigmachen“ der Division) zu Problemen führen. Bei der Setzung {\displaystyle x=0:0=1} bspw. wähle man ein Ringelement {\displaystyle c\neq 1}. (Das ist möglich, denn {\displaystyle R} hat mindestens 2 Elemente.) Das Assoziativgesetz der Multiplikation ergäbe:
{\displaystyle 1=0:0=(c\cdot 0):0=c\cdot (0:0)=c\cdot 1=c},
was der Wahl {\displaystyle c\neq 1} widerspräche.
Das bedeutet im Ergebnis, dass Mengen {\displaystyle M}, die bei vorhandener Addition und Multiplikation eine „Division durch null“ in irgendeiner Form (Unendlich, Undefiniert, NaN oder sonst was aus {\displaystyle M}) kennen, weder Ringe (geschweige denn Körper) sein können, weil die Ringeigenschaften nicht für die Quotienten mit Divisor null – und damit nicht für alle Elemente aus {\displaystyle M} – gelten.
Bemerkungen
- Hat der Ring Nullteiler, wie z. B. der Ring {\displaystyle R:=\mathbb {Z} /6\mathbb {Z} } der Restklassen modulo 6 die Reste {\displaystyle 2,3,4{\bmod {6}}}, dann
  1. lässt sich die Gleichung {\displaystyle b\cdot x=a} nicht für jedes {\displaystyle b\neq 0} lösen.
 Beispiel: {\displaystyle 3\cdot x\equiv 2{\bmod {6}}} hat keine Lösung in {\displaystyle R}, weil {\displaystyle 3\cdot R\equiv \{0,3\}{\bmod {6}}} den Rest {\displaystyle 2{\bmod {6}}} nicht enthält.
  2. kann eine Gleichung {\displaystyle b\cdot x=a} mit {\displaystyle b\neq 0} mehrere Lösungen haben.
 Beispiel: {\displaystyle 3\cdot x\equiv 3{\bmod {6}}} hat die drei Lösungen {\displaystyle x\equiv 1,3,5{\bmod {6}}}.
- In der wissenschaftlichen mathematischen Literatur wird die Division durch null nur dann erwähnt, wenn diese selbst das Thema des Kapitels ist.[5][6]

### Division durch null im Computer

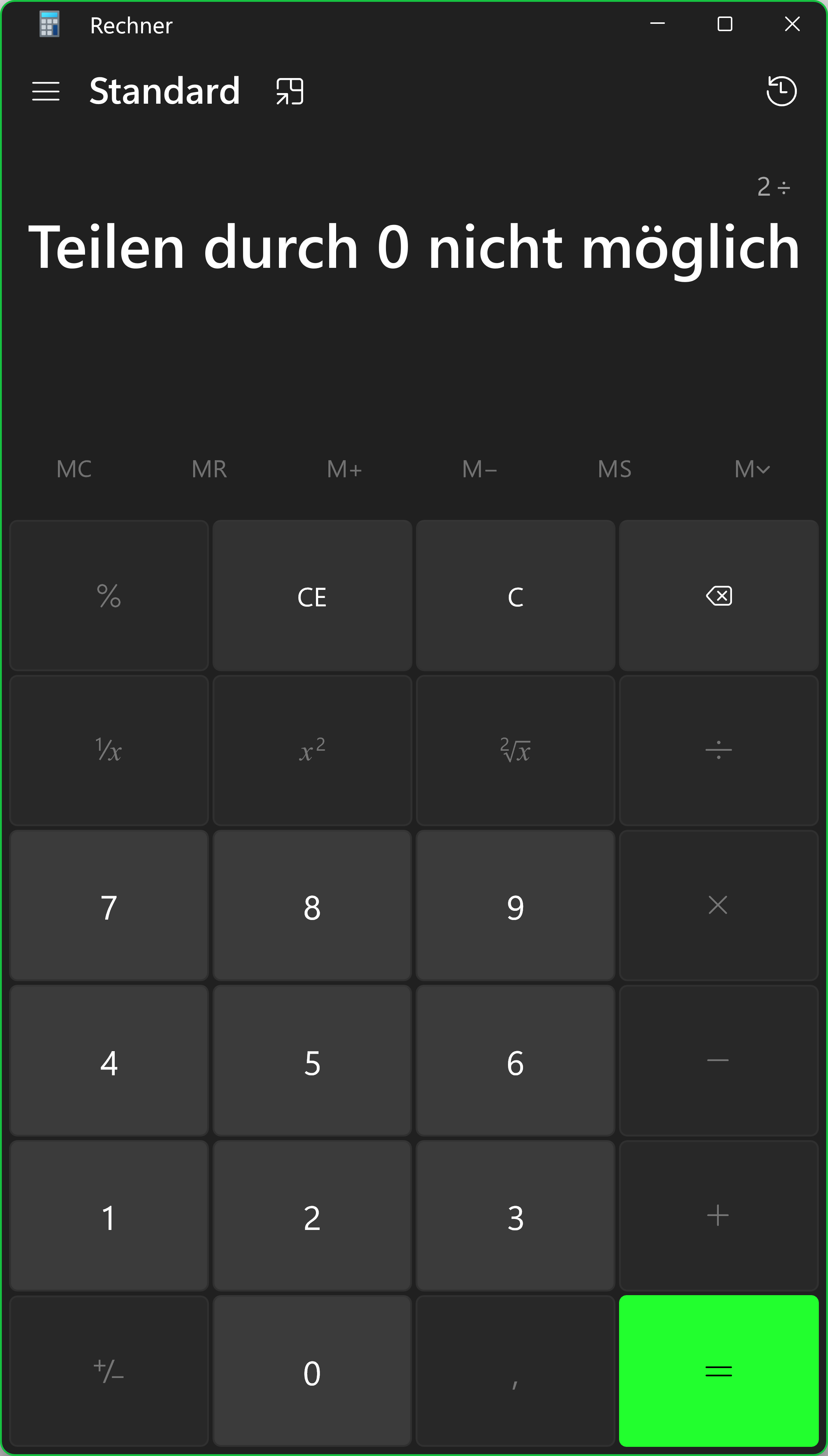
Resultat der Eingabe von 2/0 im Windows Rechner – Teilung durch 0 nicht möglich

Insbesondere beim spontanen Gebrauch eines Rechengerätes kann es vorkommen, dass durch null dividiert wird – genauer: dass null als (rechter) Operand des Divisionszeichens eingetippt wird.
Das Ziel der Implementierungen ist dann,
1. den Benutzer/Programmierer auf das Ereignis aufmerksam zu machen und
2. ein (Zwischen-)Ergebnis abzuliefern, mit dem das aussichtsreichste Weiterrechnen erwartet werden kann.

#### Festkomma
Eine Division durch null mit Festkommazahlen löst auf praktisch allen elektronischen Rechensystemen einen Laufzeitfehler (eine Ausnahme) vom Typ Division durch null (engl. zero-divide-exception) aus. Eine zugehörige Behandlung dieser Ausnahme wird für gewöhnlich von der Laufzeitumgebung der verwendeten Programmiersprache vorgegeben und geleistet, kann aber auch durch den Benutzer zusätzlich, bspw. durch eine catch-Anweisung, näher spezifiziert werden. In einigen Laufzeitumgebungen löst eine Division durch null undefiniertes Verhalten aus.
Da der Kernel (in Zusammenarbeit mit der Laufzeitumgebung der Programmiersprache) die fehlerbehandelnde Laufzeitumgebung zur Verfügung stellt, kann eine Division durch null im Kernel selbst ggf. den gesamten Rechner zum Absturz bringen.

#### Gleitkomma
Geschieht bei einer Gleitkommaoperation ein „Überlauf“, d. h., das Ergebnis ist betragsmäßig zu groß, um dargestellt zu werden, wird es auf eine betragsmäßig sehr große Gleitkommazahl mit der Bedeutung „Unendlich“ bzw. „Minus Unendlich“ gesetzt.
Auch eine Gleitkommadivision durch null wird vielfach derart behandelt, so z. B. von der sehr verbreiteten Norm IEEE 754. Dabei wird zusätzlich ein Flag gesetzt, sodass die Programmierung einer Ausnahmebehandlung möglich ist. (Der Artikel Permanenzprinzip erörtert verschiedene Konzepte, wie unter geringstmöglichem Verzicht auf Rechenregeln – bspw. auf Ringaxiome und Ordnungsrelationen – eine „Division durch null“ definiert werden könnte.)

### Ist 1:0=∞?

Graph der Funktion

Einige Menschen meinen, dass die Lösung der Division durch null unendlich sein müsse, da erfahrungsgemäß der einzelne immer mehr bekommt, je weniger da sind, mit denen er sich etwas teilen muss. Aber
1. Durch die Einführung eines „Wertes“ {\displaystyle \infty } wird die Ringstruktur und ihre Arithmetik – wie oben gezeigt – aufgegeben. Weiterreichende Konsequenzen sind die nunmehr auftauchenden unbestimmten Ausdrücke, (zu denen die Ausdrücke vom Typ {\displaystyle 1:0} eigentlich schon gehören und) die allesamt einer Spezialbehandlung bedürfen.
2. Durch die Methode der Grenzwertbildung kommt ein neues (über die Arithmetik hinausgehendes, nämlich ein topologisches) mathematisches Konzept zum Tragen, mit dem in einigen Fällen ein sinnvolles Ergebnis für eine nicht direkt berechenbare Aufgabe ermittelt werden kann. Wendet man aber diese Methode auf das Beispiel {\displaystyle {\tfrac {1}{x}}} an, so strebt das Ergebnis tatsächlich gegen unendlich, allerdings nur, wenn man sich der Null von der positiven Seite aus nähert, also

{\displaystyle \lim _{x\to +0}{\tfrac {1}{x}}=+\infty .}
Nähert man sich der Null hingegen aus Richtung der negativen Zahlen an, so strebt der Wert der Funktion gegen {\displaystyle -\infty }, also
{\displaystyle \lim _{x\to -0}{\tfrac {1}{x}}=-\infty .}
Somit strebt die Funktion an der Stelle {\displaystyle x=0} sowohl gegen {\displaystyle +\infty } als auch gegen {\displaystyle -\infty }, hat also keinen eindeutigen Grenzwert, sofern man {\displaystyle +\infty } und {\displaystyle -\infty } unterscheidet.
 Wie das Beispiel zeigt, kommen zusätzliche Probleme betreffend die bei den Strukturen {\displaystyle \mathbb {Q} } und {\displaystyle \mathbb {R} } wichtige Ordnungsrelation hinzu.
 Wenn man der Division unbedingt immer (auch der Division durch null) einen Wert zuweisen möchte, dann muss dieser auch die bei der Division sonst übliche Eindeutigkeit besitzen, eine Festlegung auf einen solchen ist bei jeder Wahl unbefriedigend und die Zuweisung einer Lösungsmenge {\displaystyle \{\infty ,-\infty \}} ebenso.
Resümee
1. Die Komplikationen, die mit einer Einführung eines „Wertes“ für {\displaystyle 1:0} einhergehen, sind in jeder Hinsicht (insbesondere Einschränkung der Gültigkeit der Arithmetik, daraus resultierende Aufblähung der erforderlichen Rechenregeln, Mehrdeutigkeit) wesentlich nachteiliger als die einfache Anerkenntnis der einfachen Tatsache, dass Gleichungen vom Typ {\displaystyle 0\cdot x=1} keine Lösung haben.
 Vielmehr ergeben sich viele neue Probleme, die mit einem derartigen Kalkül nicht sachgerecht behandelt werden können.
2. Abhängig vom gegebenen Fall gelingt es häufig, mit Methoden der Analysis (Regel von de L’Hospital) unter Hinzunahme zusätzlicher Informationen – bspw. Monotonie und Stetigkeit – zu einer fundierten Lösung zu kommen, die nur noch ganz entfernt an eine „Division durch null“ erinnert.

## Division mit Rest
Im Bereich der ganzen Zahlen gilt: Eine Division ist nur dann gänzlich durchführbar, wenn der Dividend ein ganzzahliges Vielfaches des Divisors ist. Im Allgemeinen ist die Division hingegen nicht vollständig durchführbar, das heißt, ein Rest bleibt übrig.

## Gesetzmäßigkeiten der Division

### Teilbarkeitsregeln durch 0 bis 12 im Dezimalsystem
Mit den nachfolgenden Teilbarkeitsregeln für Teiler von {\displaystyle 0} bis {\displaystyle 12} (formuliert für Dezimaldarstellungen) erhält man ganzzahlige Ergebnisse.
- Durch {\displaystyle 0} darf man nicht teilen. Auch der Nenner eines Bruches, auch wenn er Variablen enthält, wie z. B. in der Gleichung {\displaystyle y=1/x}, darf nicht {\displaystyle 0} ergeben. Dividiert man {\displaystyle 0} durch eine beliebige Zahl ({\displaystyle \neq 0}), so ist das Ergebnis wieder {\displaystyle 0\;(0:x=0;\;x\neq 0)}. Für die Division {\displaystyle 0:0} ist kein Ergebnis definiert.
- Eine beliebige Zahl außer der {\displaystyle 0} durch sich selbst geteilt ergibt {\displaystyle 1\;(x:x=1;\;x\neq 0)}.
- Ungerade Zahlen (die letzte Ziffer ist eine {\displaystyle 1,3,5,7} oder {\displaystyle 9}) sind ohne Rest nur durch andere ungerade Zahlen teilbar.
- Primzahlen sind nur durch sich selbst (ergibt {\displaystyle 1}) oder durch {\displaystyle 1} teilbar (ergibt die Ausgangszahl).
- Jede Zahl ist durch {\displaystyle 1} teilbar. Ihr Wert ändert sich durch diese Division nicht {\displaystyle (x:1=x)}.
- Jede gerade Zahl (die letzte Ziffer ist eine {\displaystyle 0,2,4,6} oder {\displaystyle 8}) ist durch {\displaystyle 2} teilbar.
- Eine Zahl ist durch {\displaystyle 3} teilbar, wenn ihre Quersumme durch {\displaystyle 3} teilbar ist.

Die wiederholte Anwendung des Kriteriums führt schlussendlich auf eine einstellige Zahl, wobei nur {\displaystyle 0,3,6} und {\displaystyle 9} durch {\displaystyle 3} teilbar sind.
- Eine Zahl ist durch {\displaystyle 4} teilbar, wenn ihre letzten zwei Ziffern durch {\displaystyle 4} teilbar sind.

Das ist genau dann der Fall, wenn gilt: Ist die vorletzte Ziffer gerade, muss die letzte Ziffer {\displaystyle 0}, {\displaystyle 4} oder {\displaystyle 8} sein; ist die vorletzte Ziffer ungerade, muss die letzte Ziffer {\displaystyle 2} oder {\displaystyle 6} sein.
Ebenfalls möglich: Seien {\displaystyle a} und {\displaystyle b} die letzten beiden Ziffern der Zahl; dann ist sie durch {\displaystyle 4} teilbar, wenn {\displaystyle 2a+b} durch {\displaystyle 4} teilbar ist.
- Eine Zahl ist durch {\displaystyle 5} teilbar, wenn ihre letzte Ziffer eine {\displaystyle 5} oder eine {\displaystyle 0} ist.
- Eine Zahl ist durch {\displaystyle 6} teilbar, wenn sie durch {\displaystyle 2} und {\displaystyle 3} teilbar ist (Primfaktorzerlegung).
- Eine Zahl ist durch {\displaystyle 7} teilbar, wenn ihre alternierende {\displaystyle 3}er-Quersumme durch {\displaystyle 7} teilbar ist.
- Eine Zahl ist durch {\displaystyle 8} teilbar, wenn ihre letzten drei Ziffern durch {\displaystyle 8} teilbar sind.

Konkret: Seien {\displaystyle a,b} und {\displaystyle c} die letzten drei Ziffern der Zahl; dann ist sie durch {\displaystyle 8} teilbar, wenn {\displaystyle 4a+2b+c} durch {\displaystyle 8} teilbar ist.
- Eine Zahl ist durch {\displaystyle 9} teilbar, wenn ihre Quersumme durch {\displaystyle 9} teilbar ist.

Die wiederholte Anwendung des Kriteriums führt schlussendlich auf eine einstellige Zahl, wobei nur {\displaystyle 0} und {\displaystyle 9} durch {\displaystyle 9} teilbar sind.
- Eine Zahl ist durch {\displaystyle 10} teilbar, wenn ihre letzte Ziffer eine {\displaystyle 0} ist.
- Eine Zahl ist durch {\displaystyle 11} teilbar, wenn ihre alternierende Quersumme durch {\displaystyle 11} teilbar ist.
- Eine Zahl ist durch {\displaystyle 12} teilbar, wenn sie sowohl durch {\displaystyle 3} als auch durch {\displaystyle 4} teilbar ist.

### Vorzeichen
- Haben Dividend und Divisor dasselbe Vorzeichen, so ist der Quotient positiv.
- Haben Dividend und Divisor unterschiedliche Vorzeichen, so ist der Quotient negativ.

Diese beiden Regeln gelten sinngemäß auch für die Multiplikation.

### Rechenoperationen
- Bei der Berechnung eines komplexen Terms gilt die Regel Klammer vor Punkt vor Strich.
- Bei Rechnungen mit Brüchen gelten immer zwei Grundregeln: Der Nenner eines Bruches darf nicht 0 ergeben, auch nicht, wenn er Variablen enthält, und das Endergebnis ist gegebenenfalls zu kürzen.

Zwei Brüche werden durch einander dividiert, indem man den ersten Bruch mit dem Kehrwert des zweiten Bruches multipliziert:
{\displaystyle {\frac {\frac {a}{b}}{\frac {c}{d}}}={\frac {a}{b}}\cdot {\frac {d}{c}}={\frac {a\cdot d}{b\cdot c}}}
Zwei Brüche werden miteinander multipliziert, indem man den Zähler des ersten Bruches mit dem Zähler des zweiten Bruches zum neuen Zähler und den Nenner des ersten Bruches mit dem Nenner des zweiten Bruches zum neuen Nenner multipliziert:
{\displaystyle {\frac {a}{b}}\cdot {\frac {c}{d}}={\frac {a\cdot c}{b\cdot d}}}
Für Addition und Subtraktion zweier Brüche mit unterschiedlichen Nennern muss man die beiden Brüche zuerst gleichnamig machen, d. h. durch Erweiterung auf einen gemeinsamen Hauptnenner bringen. Ist der Nenner beider Brüche gleich, bleibt er bei der Rechnung unverändert, und nur die Zähler werden addiert oder subtrahiert.
Sind bei einem Bruch Zähler und Nenner identisch, ist der Wert des Bruches 1 (x/x = 1).
Eine ganze Zahl ist als Bruch darstellbar, indem man sie durch 1 teilt (x = x/1).
- In Ungleichungen drehen sich die Ungleichheitszeichen {\displaystyle \left(\;<\;\leftrightarrows \;>\;,\;\leq \;\leftrightarrows \;\geq \;\right)} um, wenn mit einer negativen Zahl multipliziert (oder dividiert) wird, z. B.

{\displaystyle {\begin{array}{rllll}-2\,x&<&10\;\;\;&|:(-2)\\x&>&-5\end{array}}}
- Einige Dezimal-Äquivalente

{\displaystyle {\begin{array}{ll}{\frac {1}{2}}&=0,5\\{\frac {1}{3}}&=0,{\overline {3}}\\{\frac {1}{4}}&=0,25\\{\frac {1}{5}}&=0,2\\{\frac {1}{6}}&=0,1{\overline {6}}\\{\frac {1}{7}}&=0,{\overline {142857}}\\{\frac {1}{8}}&=0,125\\{\frac {1}{9}}&=0,{\overline {1}}\\{\frac {1}{10}}&=0,1\\{\frac {1}{100}}&=0,01\\\end{array}}}

## Schreibweisen
Es gibt mehrere Schreibweisen für die Division:
{\displaystyle a:b\ } oder {\displaystyle a\div b\ } oder {\displaystyle a/b\ } oder {\displaystyle ^{a}\!/_{b}\ } oder {\displaystyle {\tfrac {a}{b}}} .
Der Doppelpunkt als Zeichen für die Division ist erst seit Leibniz (1646–1716) allgemein üblich, wenngleich er auch in älteren Schriften bekannt ist. William Oughtred führte die Notation in seinem Werk Clavis Mathematicae von 1631 ein.
Die Schreibweise {\displaystyle {\tfrac {a}{b}}} heißt auch Bruchdarstellung oder kurz Bruch. Die Bruchschreibweise ist nur bei kommutativer Multiplikation eindeutig; das spielt in allgemeineren mathematischen Strukturen eine Rolle, wie sie unten unter „Verallgemeinerung“ erwähnt werden.
Bei mehreren aufeinanderfolgenden Doppelpunkten in einer Zeile wird in der Regel implizite Linksklammerung angenommen; der Infix-Doppelpunktoperator ist daher linksassoziativ
{\displaystyle a:b:c\qquad =(a:b):c\qquad =a\cdot b^{-1}\cdot c^{-1}\qquad \ =a:(b\cdot c)}  und
{\displaystyle a:b:c:d\ \ =((a:b):c):d=a\cdot b^{-1}\cdot c^{-1}\cdot d^{-1}=a:(b\cdot c\cdot d)}.
Dies entspricht auch der Interpretation in den meisten Programmiersprachen.
Schrägstriche haben Vorrang vor horizontalen Bruchstrichen.
{\displaystyle {\frac {a/b}{c}}=a/(b\cdot c)} und {\displaystyle {\frac {a}{b/c}}=a\cdot c/b}.
Bei geschachtelter Bruchdarstellung haben die kürzeren Bruchstriche Vorrang vor den längeren:
{\displaystyle {\frac {a}{\frac {b}{c}}}=a\cdot c/b}
und
{\displaystyle {\frac {\frac {a}{b}}{c}}=a/(b\cdot c)}.
Wie man sieht, ist diese Schreibweise mit Vorsicht zu verwenden und ggf. ist auf {\displaystyle {\tfrac {a}{b/c}}}, {\displaystyle \ {\tfrac {a/b}{c}}} auszuweichen oder fakultative Klammern sind zu verwenden {\displaystyle {\tfrac {a}{\left({\tfrac {b}{c}}\right)}}}, {\displaystyle \ {\tfrac {\left({\tfrac {a}{b}}\right)}{c}}}.
In der Geometrie ist weiterhin noch eine Schreibweise üblich: a : b : c = sin α: sin β: sin γ = d: e: f. Es handelt sich hierbei nicht um eine Kettendivision, sondern um eine Kurzschreibweise für
{\displaystyle {\frac {a}{\sin \alpha }}={\frac {b}{\sin \beta }}={\frac {c}{\sin \gamma }}}  und  {\displaystyle {\frac {a}{d}}={\frac {b}{e}}={\frac {c}{f}}}.

### Typografie
Unicode:

Zur Verfügung stehen die Unicodezeichen Doppelpunkt U+003A (a : b), Schrägstrich/Solidus U+002F (a / b), Divisionszeichen U+00F7 (a ÷ b) und Divisionsstrich U+2215 (a ∕ b). Siehe auch Geteiltzeichen.
Das kaufmännische Minus ist U+2052 (a ⁒ b) und ist nicht mit dem Divisionszeichen U+00F7 (a ÷ b) zu verwechseln.

## Verallgemeinerung
In der abstrakten Algebra definiert man algebraische Strukturen, die Körper genannt werden. Körper zeichnen sich dadurch aus, dass in ihnen die Division (außer durch 0) stets möglich ist. Die Division erfolgt hier durch Multiplikation mit dem inversen Element des Divisors.
In allgemeineren Strukturen (mit nichtkommutativer Multiplikation) muss man zwischen Linksdivision und Rechtsdivision unterscheiden. Auch hat die (Nicht-)Gültigkeit des Assoziativgesetzes Einfluss auf die Eigenschaften von Quotienten.

## Division mit Zirkel und Lineal

Bild 2
Division mit Zirkel und Lineal, für und Kehrwert, Beispiel
Die gestrichelten Linien dienen lediglich dazu, den Nachweis mithilfe des Sehnensatzes zu verdeutlichen.

Bild 1
Division mit Zirkel und Lineal, für und Kehrwert, Beispiel

Die Division kann auch – so wie die Multiplikation, die Potenz und die Quadratwurzel – als Konstruktion mit Zirkel und Lineal dargestellt werden. Im Folgenden werden zwei unterschiedliche Vorgehensweisen beschrieben.
Die beiden nebenstehenden Bilder zeigen jeweils eine kompakte Lösung, die sowohl für {\displaystyle a:b} als auch für den Kehrwert {\displaystyle b:a} gilt. Die gestrichelten Linien im Bild 2 (Kreisbogen, Kreise) werden zur Lösung nicht benötigt, sie dienen lediglich dazu, den Nachweis mithilfe des Sehnensatzes zu verdeutlichen. Die Bezeichnungen der Punkte wurden, zwecks Vergleichbarkeit, analog dem Einleitungsbild im Sehnensatz gewählt.
Es folgt die Konstruktionsbeschreibung für {\displaystyle a<b} (Bild 2). Die geringfügigen Unterschiede der Konstruktion für {\displaystyle a>b} sind in Bild 1 ersichtlich.
Zuerst werden z. B. auf einer Zahlengeraden die Längen {\displaystyle a} und {\displaystyle b} als Strecken {\displaystyle {\overline {DS}}} bzw. {\displaystyle {\overline {SB}}} aufgetragen. Es folgen eine  Senkrechte auf {\displaystyle {\overline {DB}}} durch {\displaystyle S} sowie eine Parallele zur Strecke {\displaystyle {\overline {DB}}} mit einem Abstand gleich {\displaystyle 1}, dabei ergibt sich der Schnittpunkt {\displaystyle C}. Um den Mittelpunkt {\displaystyle M} des Kreisbogens {\displaystyle k_{b}} durch  {\displaystyle C} zu erhalten, bedarf es zweier (nicht eingezeichneter) Mittelsenkrechten der Sehnen {\displaystyle {\overline {DC}}} und {\displaystyle {\overline {CB}}}.
Nun kann der Kreisbogen {\displaystyle MBD} eingezeichnet werden, dabei ergibt sich der Schnittpunkt {\displaystyle E}. Jetzt noch die Verbindung des Punktes {\displaystyle D} mit {\displaystyle E}, bei der {\displaystyle C'} die Senkrechte schneidet, und eine Halbgerade ab {\displaystyle B} durch {\displaystyle E}, bis sie die Senkrechte in  {\displaystyle C''} schneidet. Im Grunde genommen ist nun die Konstruktion fertiggestellt. Um eine Überdeckung der Strecke {\displaystyle {\overline {C'S}}} zu vermeiden ist {\displaystyle {\overline {FD}}={\overline {C''S}}} separat dargestellt.
Nachweis (siehe hierzu Bild 2)
Nach dem Sehnensatz im Kreis {\displaystyle k_{2}} mit Mittelpunkt {\displaystyle M'} gilt:
{\displaystyle {\overline {A'S}}\cdot {\overline {C'S}}={\overline {BS}}\cdot {\overline {DS}}\Rightarrow }
{\displaystyle a:b={\overline {C'S}}={\frac {{\overline {BS}}\cdot {\overline {DS}}}{\overline {A'S}}}.}
Nach dem Sehnensatz im Kreis {\displaystyle k_{3}} mit Mittelpunkt {\displaystyle M''} gilt:
{\displaystyle {\overline {A''S}}\cdot {\overline {C''S}}={\overline {BS}}\cdot {\overline {DS}}\Rightarrow }
{\displaystyle b:a={\overline {C''S}}={\overline {FD}}={\frac {{\overline {BS}}\cdot {\overline {DS}}}{\overline {A''S}}}.}

Bild 3
Division mit Zirkel und Lineal unter Zuhilfenahme des Strahlensatzes

Eine weitere Möglichkeit für die Division {\displaystyle {\frac {a}{b}}} mit Zirkel und Lineal (siehe Bild 3) bietet der Strahlensatz.
Zunächst zieht man ab dem Punkt {\displaystyle A} den ersten Strahl. Auf diesem Strahl wird, beginnend ab {\displaystyle A}, zuerst die Länge gleich {\displaystyle 1}, als Strecke {\displaystyle {\overline {AE}}} und anschließend die Länge {\displaystyle b}, als Strecke {\displaystyle {\overline {AB}}} bestimmt. Es folgt das Einzeichnen der Länge {\displaystyle a} ab dem Punkt {\displaystyle B}, als Strecke {\displaystyle {\overline {BD}}} unter einem beliebigen Winkel {\displaystyle \alpha } zu {\displaystyle {\overline {AB}}}. Nun wird der zweite Strahl ab {\displaystyle A} durch {\displaystyle D} gezogen. Die abschließende Parallele zu {\displaystyle a} ab dem Punkt {\displaystyle E} liefert den gesuchten Wert des Quotienten {\displaystyle {\frac {a}{b}}} als Strecke {\displaystyle {\overline {EC}}}.

## Landesspezifisches
In Österreich wird gelegentlich zwischen Messen (wie oft geht es in …?) und Teilen (wie viel ergibt es geteilt durch …?) unterschieden.
Bis in die 1970er wurde auch in deutschen Grundschulen gelegentlich zwischen Aufteilen (in Gruppen) (österr. Messen) und Verteilen unterschieden.